# Centre de rétention administrative Paris 1
Le centre de rétention administrative Paris 1 est un centre de rétention administrative (« CRA ») situé avenue de l'École-de-Joinville dans le quartier de Picpus du 12e arrondissement de Paris. Le nom de « CRA de Vincennes », sous lequel il est aussi connu, peut être trompeuse : le bois de Vincennes au sud-est duquel le centre est implanté n'est pas dans la commune de Vincennes (Val-de-Marne), mais sur le territoire de Paris. Ce CRA contient actuellement 235 places, réparties en trois centres de rétention officiellement distincts, mais partageant le même site.

## Historique

### Révoltes et incendie de juin 2008
De décembre 2007 à juin 2008, de nombreux mouvements de révolte ont lieu aux deux centres de rétention, pouvant alors accueillir jusqu'à 280 personnes : refus de comptage, tentatives de grèves de la faim, rédaction de pétitions, départs d'incendie, etc. À plusieurs reprises, des CRS interviennent dans le centre pour mater les révoltes (deux nuits consécutives en décembre 2007, dans la nuit du 11 au 12 février 2008, faisant cette fois usage d'un Taser X26 et frappant des retenus ) et des manifestations de solidarité ont régulièrement lieu à l'extérieur. 
C'est dans ce contexte qu'intervient le décès de Salem Souli, le 21 juin 2008. Gravement malade - le médecin estimant le 19 juin que son pronostic vital était engagé-, il est maintenu en rétention et est retrouvé mort dans sa cellule le 21 vers 17h. Les policiers affirment aux retenus qu'il n'est que gravement malade, qu'il est transféré à l'hôpital. L'émoi suscité par l'annonce de son décès, le 21 au soir, conduit à un premier incendie de chambre. La nouvelle se propage au second centre. Le lendemain, des deux côtés s'organisent une marche silencieuse : tandis que les policiers s'y opposent et tentent de la contenir dans le CRA no 1 avec des gaz lacrymogènes, déclenchant des mouvements de foule aboutissant à un départ de feu, dans le CRA no 2 la marche se termine par un amoncellement de matelas dans la cour centrale puis une double mise à feu, des matelas et dans une chambre, alors qu'une manifestation de solidarité se tient devant le centre de rétention. Les pompiers n'arrivent pas à maîtriser l'incendie et les deux centres sont détruits.

### Conséquences de l'incendie
L'incendie permet à une cinquantaine de retenus de s'échapper, certains sont hospitalisés à la suite des inhalations toxiques tandis que de nombreux autres sont transférés dans les centres de rétention de Nîmes, Paris, Oissel, Lille et Palaiseau. Certains sont libérés, les transferts étant parfois irréguliers. Par contre, six étrangers sont condamnés pour l'incendie, à des peines allant de six mois à deux ans et demi de prison,.
Le centre est immédiatement fermé. Il rouvre progressivement : le 18 décembre à 60 places, puis le 18 août 2009 à 87 places puis à 119 places le 1er février 2010 et enfin à 171 places en novembre 2010 (réparties entre trois centres séparés). En juillet 2009, un rapport du Sénat estime le coût des travaux liés à cet incendie et à celui de janvier 2007 à 20 millions d'euros.
Les révoltes et l'incendie qui a suivi inspirent la création d'un jeu vidéo de simulation de centre de rétention : Avenue de l’École-de-Joinville.

### Pendant la pandémie de Covid-19
Après qu'un foyer de contagion a été découvert au CRA de Mesnil-Amelot, les retenus testés positifs au coronavirus ont été transférés dans un bâtiment réservé aux personnes contaminées du CRA de Vincennes.

### Année 2023
Un retenu est retrouvé mort le matin du 26 mai 2023 au CRA de Vincennes. Certains retenus se mettent alors en grève de la faim.
Le 25 décembre vers 7 h, onze personnes retenues s'échappent du centre après avoir forcé une fenêtre et découpé le grillage de protection.